# Ejszyszki
Ejszyszki (lit. Eišiškės; biał. Эйшышкі; jidysz איישישאָק Ejsziszok lub איישישוק Ejsziszuk) – miasto na Litwie położone na południe od Wilna, w rejonie solecznickim, tuż przy granicy z Białorusią, na Wysoczyźnie Podlasko-Białoruskiej, na historycznym Szlaku im. Marszałka Józefa Piłsudskiego, uznawane za najbardziej polskie miasto na świecie, zamieszkane przez 3,5 tys. mieszkańców (2011), wśród których dominują Polacy (83,26%), a poza nimi Litwini (8,37%), Rosjanie, Cyganie, Białorusini i inni. Jeszcze w 1990 r. ponad 90% mieszkańców uważało się za Polaków, jest to zatem najbardziej polskie miasto świata poza współczesną Polską. Rolę lokalnego ośrodka podkreśla także położenie przy granicy białorusko-litewskiej (przejście graniczne w Ejszyszkach), która oddziela rejon solecznicki zamieszkany w 80% przez Polaków od rejonu werenowskiego na Białorusi, w którym Polacy stanowią 83% mieszkańców. W mieście rozwinął się przemysł skórzany oraz spożywczy.
Miasto królewskie położone było w końcu XVIII wieku w powiecie lidzkim województwa wileńskiego.

## Historia

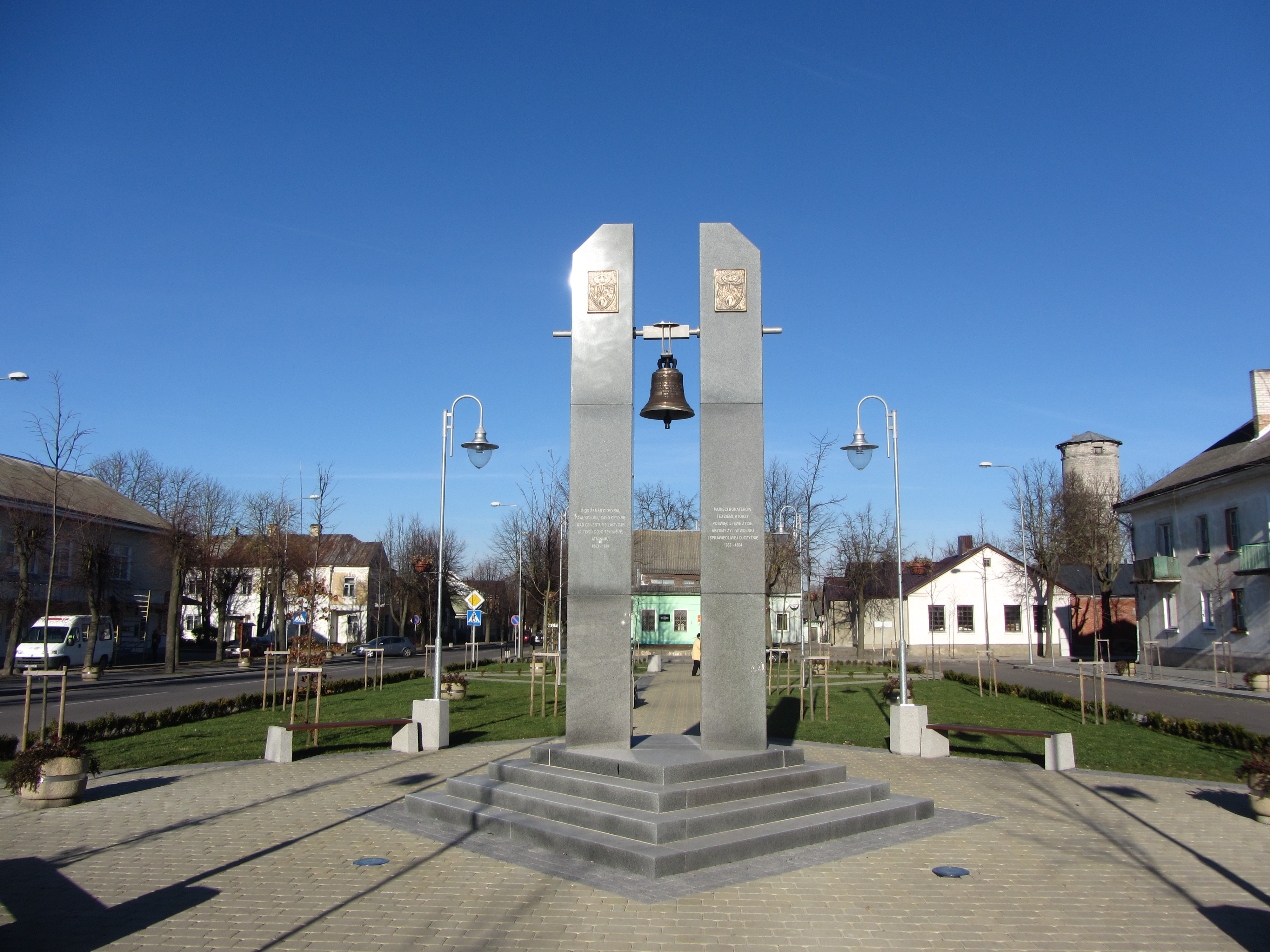
Pomnik upamiętniający powstańców styczniowych

Kroniki litewskie z XVI w. wspominają, że Ejszyszki założył Ejkszis. Według legendy, nazwa miasta wywodzi się od jednego z najdzielniejszych wojów litewskich, Eisziusa, który dostał te ziemie w XI wieku w nagrodę za odzyskanie ich od książąt ruskich. Na przełomie XV i XVI w. Ejszyszki należały do ważniejszych miast Wielkiego Księstwa Litewskiego. Prawa miejskie nadał osadzie król Jan III Sobieski w XVII wieku. Przez miasto przebiegał ważny szlak z Wilna do Krakowa. Mimo to miasto nie rozwinęło się nigdy w większy ośrodek. Miasto złożone jest z dwóch części, na kształt ósemki, w przewężeniu której jest obniżenie rzeki Wersoki. Obie części ukształtowały się jeszcze w końcu XIII w. Południowa część jest większa. Dawny plac rynkowy z przyległymi uliczkami od 1969 roku jest zabytkiem urbanistycznym. Ejszyszki były znane przede wszystkim ze swych czwartkowych jarmarków na Wniebowstąpienie Pańskie, które odbywały się od 1672 roku. 
W Rzeczypospolitej Obojga Narodów Ejszyszki były centrum starostwa, do którego według inwentarza z 1775 r. należały miasteczko Ejszyszki z dworem oraz wsie: Tausiuny, Niewosze, Kubańce, Giełuńce, Dejnowo, Gilwiniszki, Żuklańce, Jakańce, Wiżance, Krumince, Giniuńce, Butwidańce, Widyniańce, Komurańce, Bartele, Koledańce.
Starostami ejszyskimi byli m.in. Iwan Wiśniowiecki, Lew Semenowicz Czyż (Czyżewicz), Hrehory Wołłowicz, Jan z Kolędzic Kotecki, Jerzy Sołłohub (1775-1777), Józef Sołłohub, a w 1788 r. starostwo zostało wydzierżawione Ludwikowi Tyszkiewiczowi i jego żonie Konstancji z Poniatowskich.
Na początku XIX wieku niedaleko Ejszyszek na wzgórzu, które do dziś nazywane jest Majakiem, znajdowała się stacja telegrafu optycznego linii Warszawa-Petersburg.
W 1863 roku po wybuchu powstania styczniowego wikary parafii ejszyskiej, ks. Józef Horbaczewski, jako pierwszy w powiecie lidzkim ogłosił Manifest Rządu Tymczasowego. Miejscowi powstańcy dołączyli do oddziału Ludwika Narbutta. Wśród powstańców z Ejszyszek był między innymi malarz i grafik Michał Elwiro Andriolli. W 150 rocznicę powstania styczniowego na centralnym placu miasteczka odsłonięto pomnik upamiętniający to wydarzenie.

### Odzyskanie niepodległości i II Rzeczpospolita
Jesienią 1918 roku w mieście powstała Samoobrona Ejszyska – polska organizacja wojskowa mająca na celu obronę Ejszyszek przed bolszewikami. Jej organizatorem był kpt. Kazimierz Ilcewicz. 7 czerwca 1919 roku miasto wraz z całym powiatem lidzkim weszło w skład okręgu wileńskiego Zarządu Cywilnego Ziem Wschodnich – tymczasowej polskiej jednostki administracyjnej. Latem 1920 roku Ejszyszki zostały ponownie zajęte przez bolszewików, a ponownie odbite przez Polaków we wrześniu 1920 r.
W latach II Rzeczypospolitej miejscowość była siedzibą wiejskiej gminy Ejszyszki, w której na 10,5 tys. mieszkańców w 1921 r. ponad 96% stanowili Polacy. Natomiast miasto było zamieszkiwane przez 2382 osoby, w tym Polaków 1688 (70,86%), Żydów 687 (28,84%) i 7 Tatarów (0,3%).
Ejszyszki słynęły w tamtym czasie z jarmarków, szczególnie znanych z handlu końmi i bydłem.

### II wojna światowa

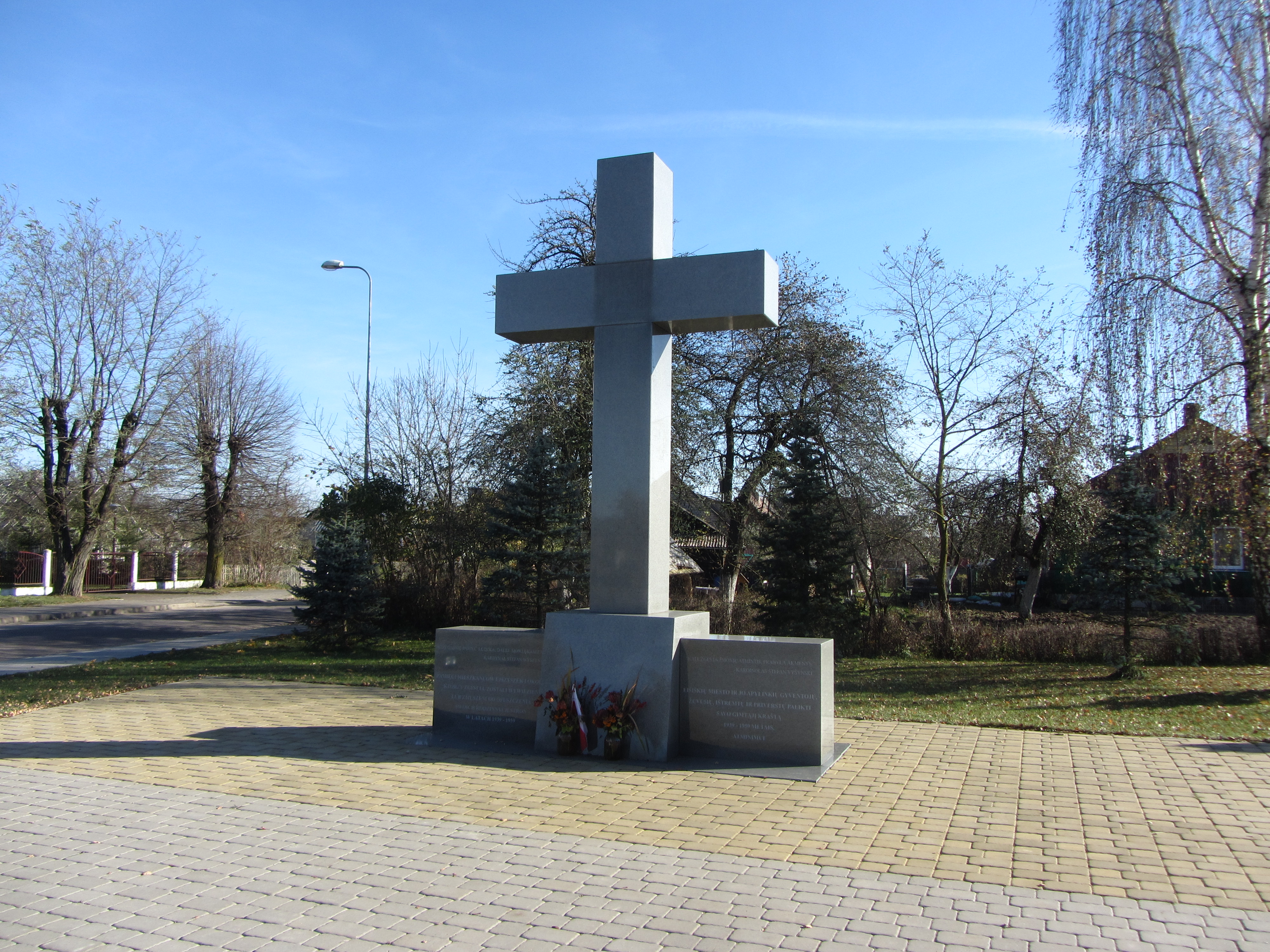
Pomnik upamiętniający mieszkańców, którzy w latach 1939–1959 zginęli, zostali wywiezieni lub zmuszeni do opuszczenia Ejszyszek i okolic

We wrześniu 1941 r. małe miejscowe getto żydowskie zostało zlikwidowane przez kilkunastu Niemców i współpracujących z nimi litewskich szaulisów i policjantów (to właśnie szaulisi i policjanci byli bezpośrednimi wykonawcami likwidacji); ten sam oddział wymordował wcześniej ludność żydowską w Niemenczynie, Nowej Wilejce i Jaszunach. Z meldunku niemieckiego dowódcy grupy likwidacyjnej, kierowanej przez obersturmführera Gamanna wynika, że zamordowano wtedy 921 mężczyzn, 1851 kobiet i 814 dzieci. Pomordowanych zakopano w dołach na obrzeżach miasteczka.
W 2005 roku amerykańska profesor żydowskiego pochodzenia Yaffa Eliach udzieliła gazecie The New York Times wywiadu, w którym twierdziła, że 19 października 1944 roku około godziny 23:00 w Ejszyszkach doszło do „pogromu ludności żydowskiej”, w wyniku którego miały zginąć dwie osoby pochodzenia żydowskiego (Cipora Sonenson i jej syn Chaim), a ona sama miała być naocznym świadkiem tych wydarzeń. W akcji tej, zdaniem Yaffy Eliach, miał brać udział 150-osobowy oddział polski, w tym około 80 umundurowanych żołnierzy Armii Krajowej, a akcja miała być wymierzona bezpośrednio w cywilną ludność żydowską. Yaffa Eliach stwierdziła także, że NKWD po tej akcji przeprowadziło własne śledztwo, w wyniku którego większość uczestników pogromu została wykryta, aresztowana i osądzona w Wilnie oraz skazana na wieloletnie kary pozbawienia wolności i zesłanie na Syberię.
Z wersją wydarzeń podawaną przez Yaffę Eliach nie zgodził się prof. Marek Jan Chodakiewicz. W książce poświęconej wydarzeniom w Ejszyszkach twierdzi on, że zajść tych nie można nazwać pogromem, a jedynie przypadkową tragedią mającą miejsce w trakcie działań wojennych. Według Chodakiewicza dwie ofiary ataku zginęły przypadkowo, a właściwym celem ataku oddziału AK miało być porwanie zakwaterowanego w tym domu kapitana radzieckiego wywiadu wojskowego. Oficer mieszkał w domu Sonensonów, gdyż mąż zabitej Cipory Sonenson, Mosze, działał jako współpracownik NKWD. Z analizowanych przez Chodakiewicza materiałów NKWD wynika, że około 30 świadków tego wydarzenia, będących narodowości żydowskiej, nie ucierpiało w żaden sposób na skutek działań oddziału AK.
Do wersji prof. Eliach krytycznie odniósł się też Adam Michnik. Twierdził on, że Yaffa Eliach wychodząc od oskarżenia żołnierzy o zabójstwo dwóch osób dochodzi do bezpodstawnych oskarżeń całej Armii Krajowej o antysemityzm i zabójstwa na tle narodowościowym, co – jak twierdzi Michnik – dowodzi braku dobrej woli i bezstronności u autorki.
Tylko niektórym żydowskim mieszkańcom – dzięki pomocy miejscowych Polaków ryzykujących życie własne i swoich rodzin – udało się przetrwać okres okupacji niemieckiej. Przykładem jest Kazimierz Korkuć s. Władysława (1906-1986), który uratował 28 Żydów i pomagał ukrywać 70 innych. Kazimierz Korkuć został uhonorowany w 1973 r. tytułem Sprawiedliwy wśród Narodów Świata. We wsi Janiance Antoni Sienkiewicz ukrywał rodzinę żydowską, za co policja litewska rozstrzelała jego rodzinę i ukrywanych żydów, a zabudowania spaliła. W Romaszkańcach Niemcy rodzinę Wołyńców wraz z całą rodziną Żydów zamordowali i spalili zabudowania. W Macuńcach zastrzelili Józefa Borowskiego wraz z całą rodziną. W Wierzańcach zastrzelono Leokadię Daglis za to, że ukrywała żydowskie dziecko. Po II wojnie uratowani w większości wyjechali z Ejszyszek.
W okresie okupacji niemieckiej Ejszyszki i okolice były rejonem silnego zgrupowania AK dowodzonego przez por. Jana Borysewicza ps. „Krysia” (650 żołnierzy). W rezultacie okolice znalazły się pod całkowitą kontrolą Polskiego Państwa Podziemnego od początku 1944 r. W czerwcu 1944 r. zdobyto miasteczko Ejszyszki, rozbrajając policjantów, wojskowych (LTV) i urzędników litewskich, którzy prześladowali miejscową ludność. Zaatakowano także strażnice graniczne w Krakszlach i Kaszetach (na granicy z Bezirk Bialystok). Wzięci do niewoli litewscy kolaboranci zostali rozbrojeni i odesłani w kalesonach bez guzików do Wilna.
W okresie od sierpnia 1944 r. do stycznia 1945 r. oddziały podlegające komendantowi „Krysi” chroniły ludność przed łapankami i poborem do sowieckiego wojska, przed aresztowaniami NKWD, zwalczały agenturę sowieckich służb specjalnych. Prowadzono nasłuch radiowy, był też powielacz na którym odbito ostatni numer partyzanckiego pisma „Szlakiem Narbutta”. W nocy z 6 na 7 grudnia 1944 roku oddział por. AK Jana Borysewicza zdobył Ejszyszki po raz drugi, tym razem z rąk Sowietów, rozbił areszt sowieckiego NKWD, z którego uwolnił 34 przetrzymywanych tam więźniów, zniszczył dokumentację NKWD i miejscowej placówki prosowieckiego Związku Patriotów Polskich. Był to jeden z największych sukcesów polskiego podziemia zbrojnego na ziemiach ponownie okupowanych przez Sowietów po 1944 r., osiągnięty kosztem dwóch poległych własnych żołnierzy.

### Po II wojnie światowej

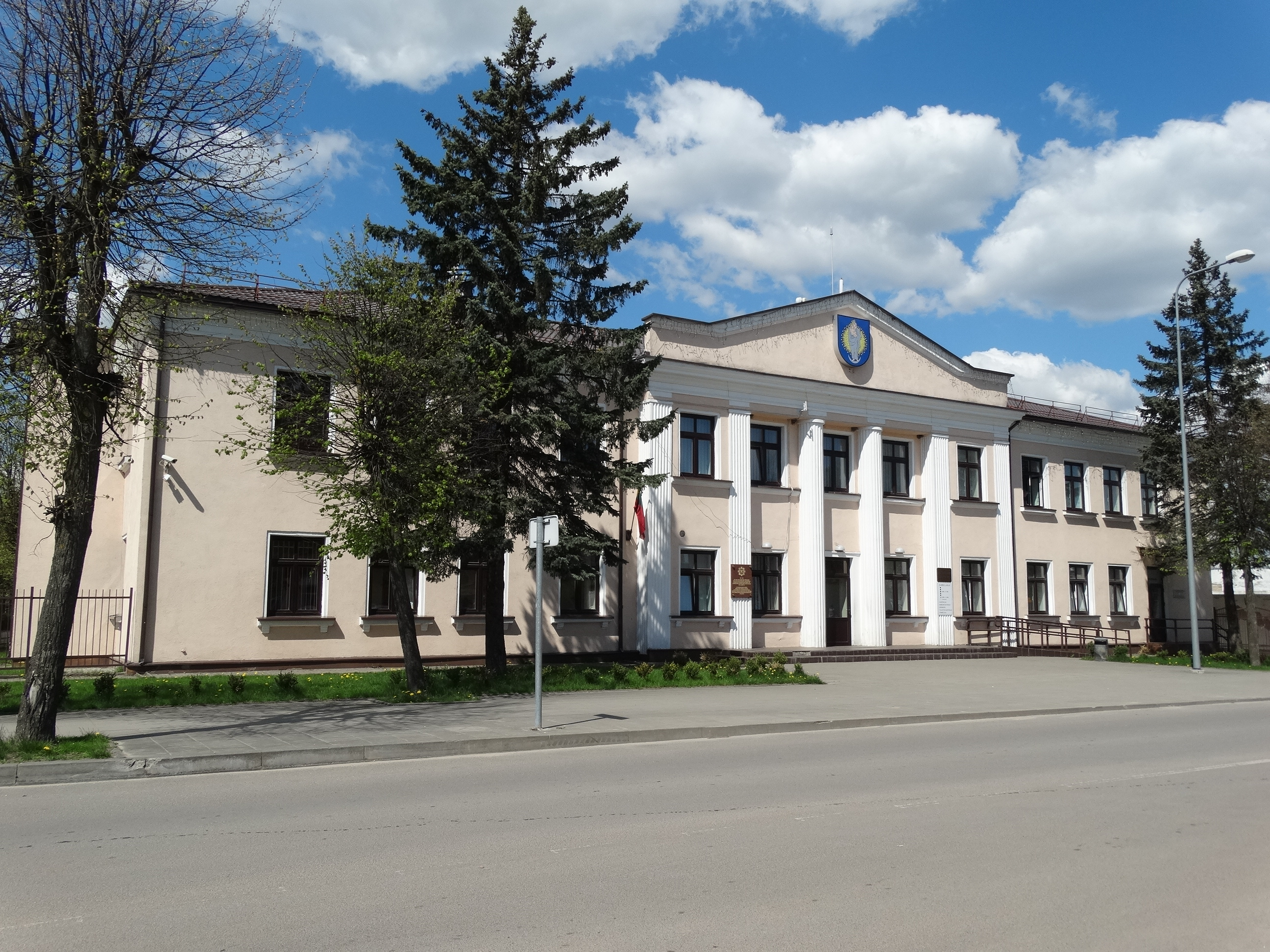
Współczesny gmach starostwa

W 1944 r. miasteczko ponownie było zajęte przez Sowietów. Krótko było stolicą rejonu. Duża część polskiej ludności wyjechała do Polski, a pozostali poddani zostali represjom, wywózkom, wywłaszczonych zmuszano do wstąpienia do kołchozów. Po powstaniu wileńskim od lipca 1944 r., w okolicy Ejszyszek NKWD prowadziło obławy na żołnierzy i oficerów polskiej konspiracji niepodległościowej.
25 grudnia 1944 r. NKWD aresztowało w Ejszyszkach kapelana AK, ks. Mikołaja Tappera, ps. "Żaba", który po torturach został rozstrzelany 15/17 sierpnia 1945 r. w Wilnie. 

### W Republice Litewskiej
W listopadzie 2011 r. w Ejszyszkach odsłonięto pomnik poświęcony byłym mieszkańcom Ejszyszek i okolic, którzy w latach 1939–1959 zginęli, zostali wywiezieni lub zmuszeni do opuszczenia ojczystych stron. Strukturę pomnika stanowi krzyż z tablicami intencyjnymi po bokach oraz epitafium, na które złożyły się słowa kardynała Stefana Wyszyńskiego Gdy zanika ludzka pamięć, zaczynają mówić kamienie.
W 2000 r. otwarto Dom Polski. Działa Towarzystwo Miłośników Ziemi Ejszyskiej. Miasto jest prężnym ośrodkiem kultury polskiej (m.in. zespół „Ejszyszczanie”, Międzynarodowy Festiwal Muzyki Chóralnej „O ZŁOTĄ WSTĘGĘ SOLCZY”). Gości Międzynarodowy Festiwal Poezji "Maj nad Wilią". Pomimo że miasto jest etnicznie polskie, to znajdują się tu dwa gimnazja: jedno samorządowe polskie z 476 uczniami i drugie rządowe litewskie z 358 uczniami.
Na trasie najstarszej pieszej pielgrzymki na Wileńszczyźnie z Ejszyszek do Ostrej Bramy.

## Zabytki

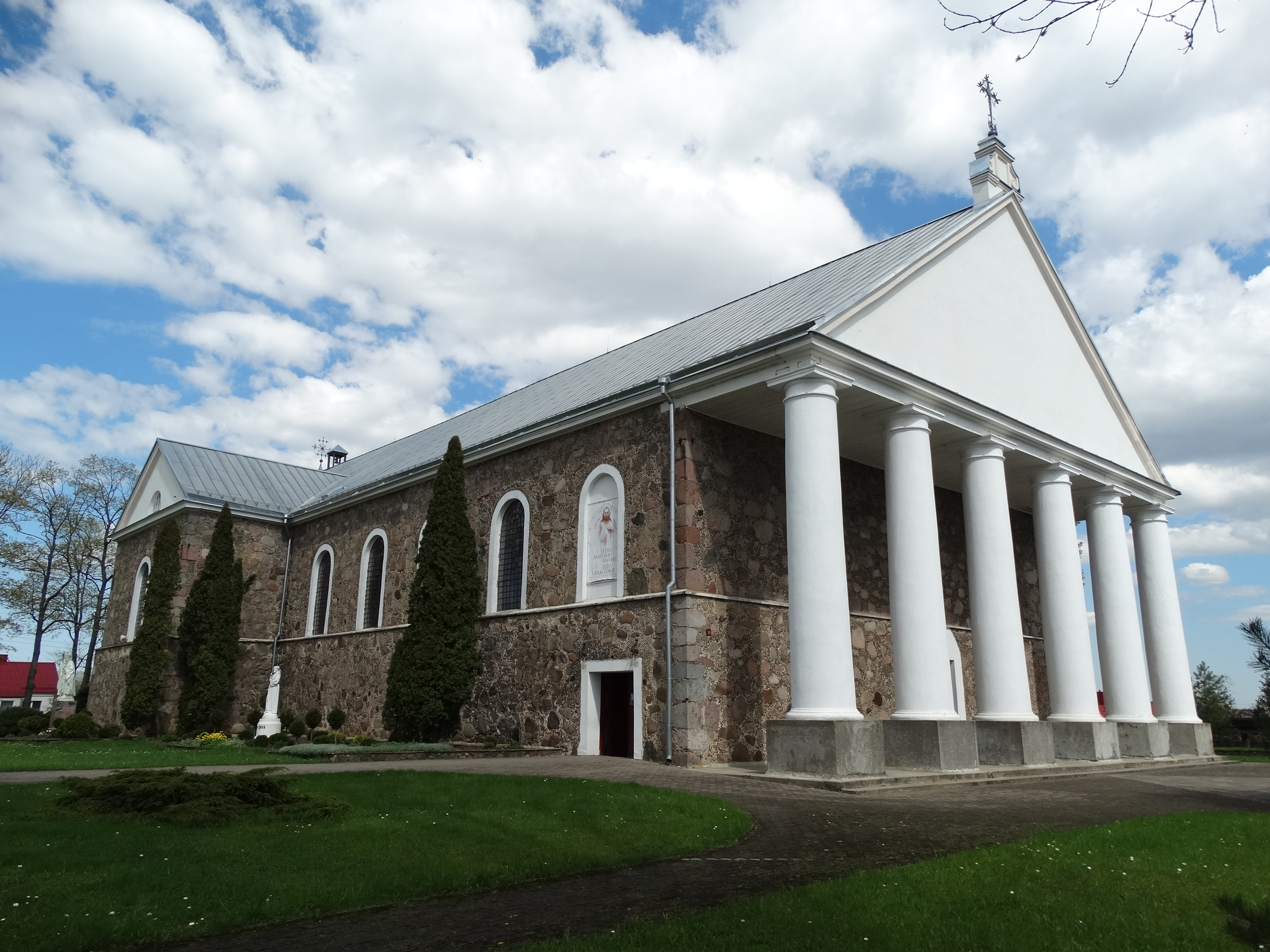
Kościół Wniebowstąpienia Pańskiego

Najważniejszym zabytkiem Ejszyszek jest kościół pw. Wniebowstąpienia Pańskiego, wybudowany w latach 1846–1852. We wnętrzu znajduje się kilka zabytkowych obrazów. Na miejscowym cmentarzu w końcu 2009 roku powstała kwatera wojenna, w której złożono szczątki żołnierzy Armii Krajowej.

## Ludzie związani z Ejszyszkami

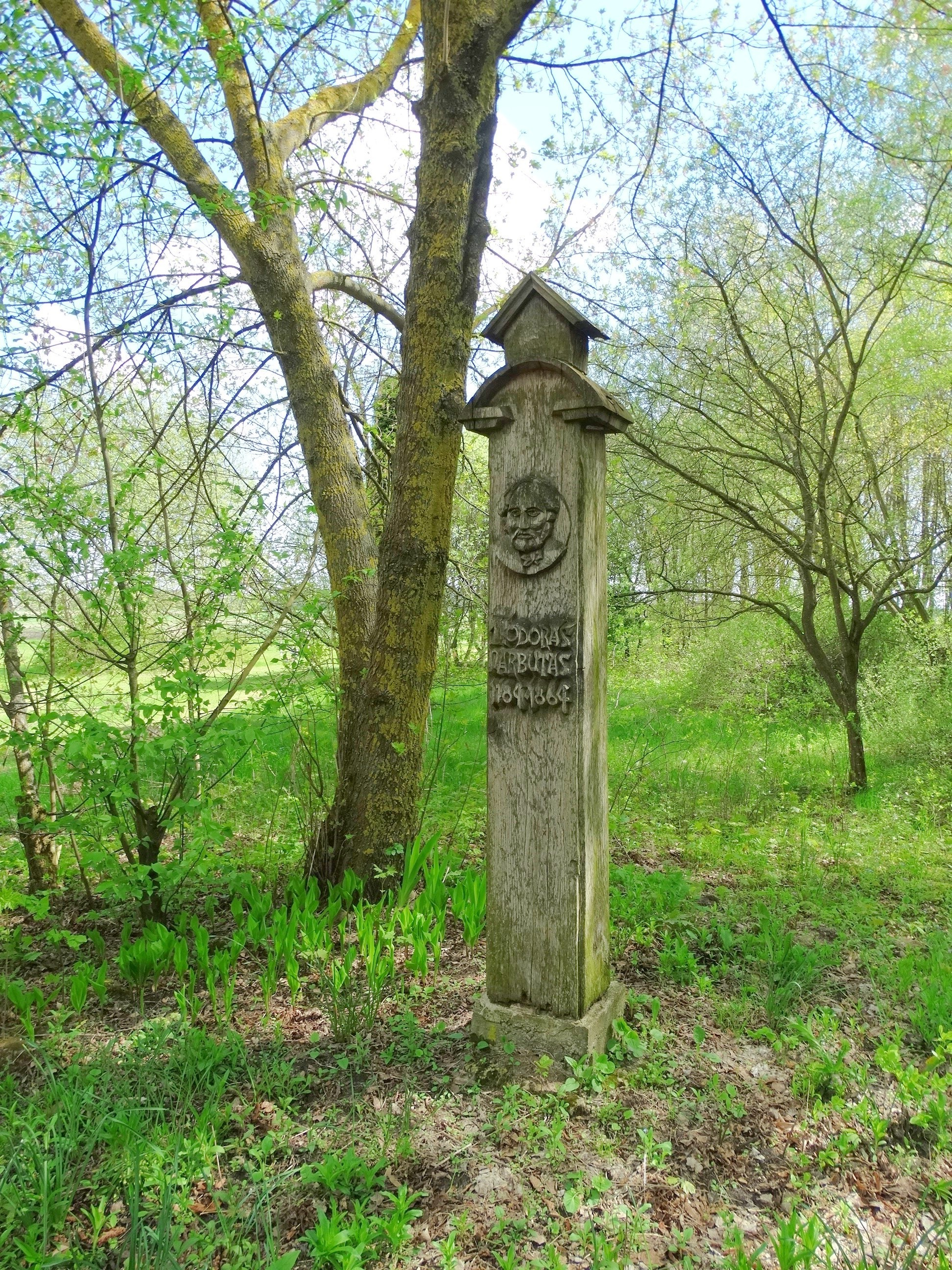
Pomnik Teodora Narbutta

- Stanisław Akanowicz
- Jan Borysewicz
- Aleksander Kaszkiewicz
- Kazimierz Korkuć
- Ludwik Narbutt
- Teodor Narbutt
- Leonard Talmont
- Eugeniusz Skrobocki
- Leon Żebrowski

## Miasta partnerskie
- Wyszków
- Korsze
- Paczków

## Galeria

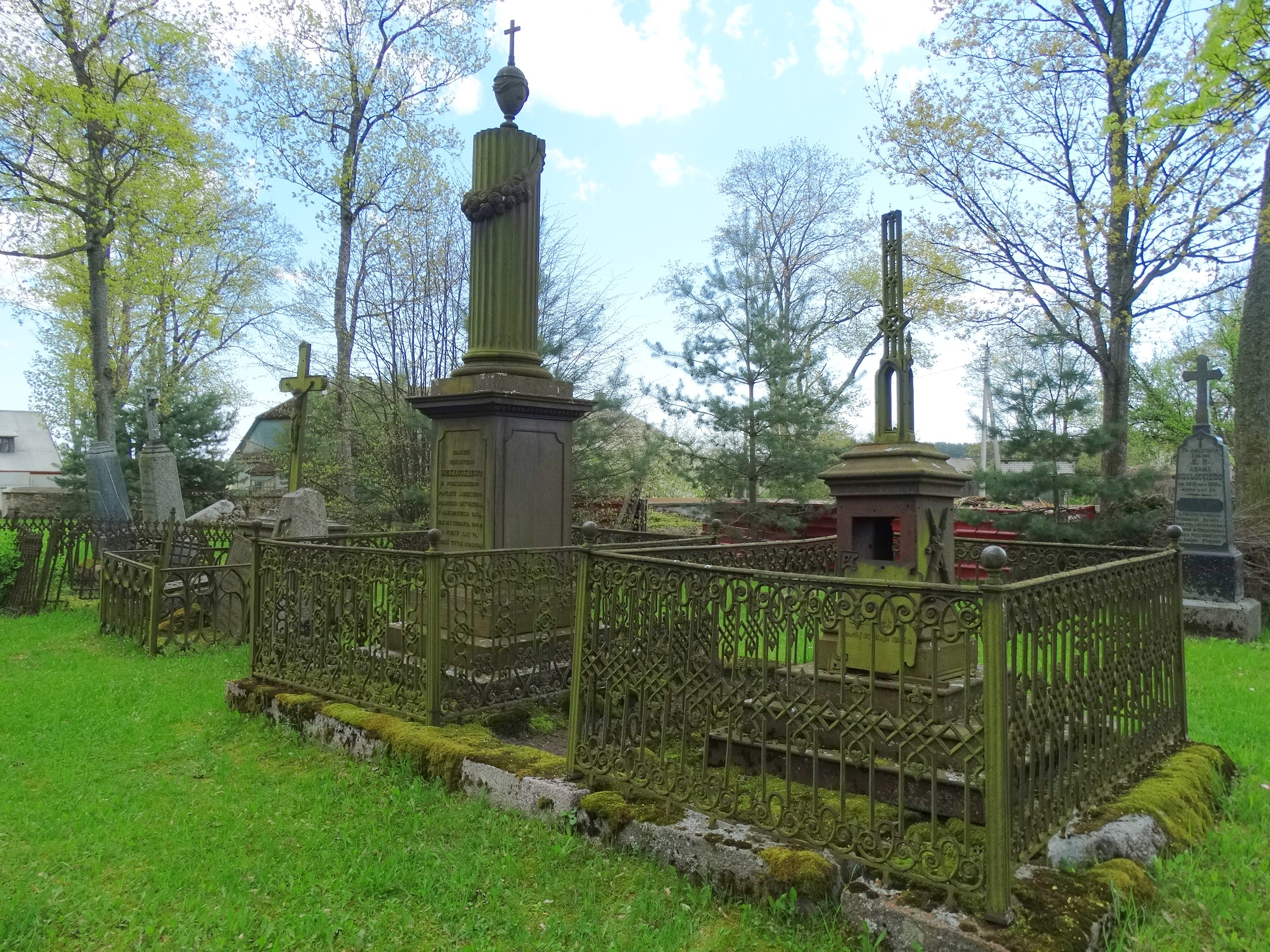
Cmentarz przykościelny
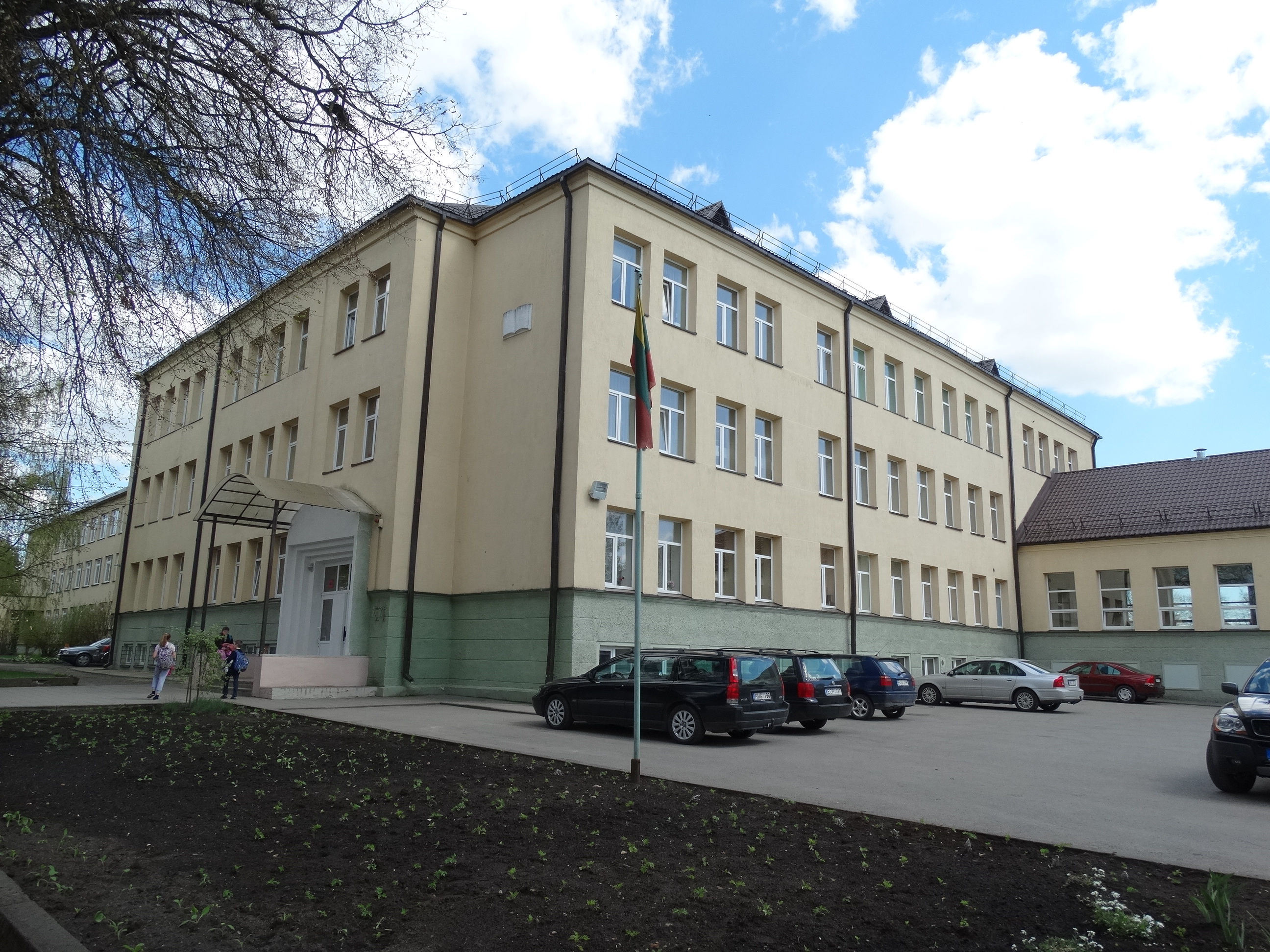
Gimnazjum polskie
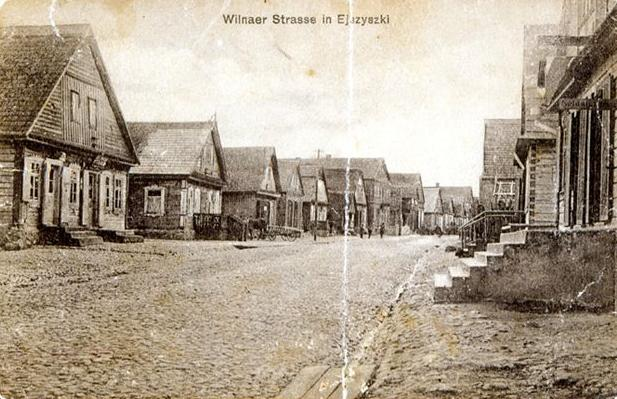
Ulica Wileńska w okresie okupacji niemieckiej 1915-1917.
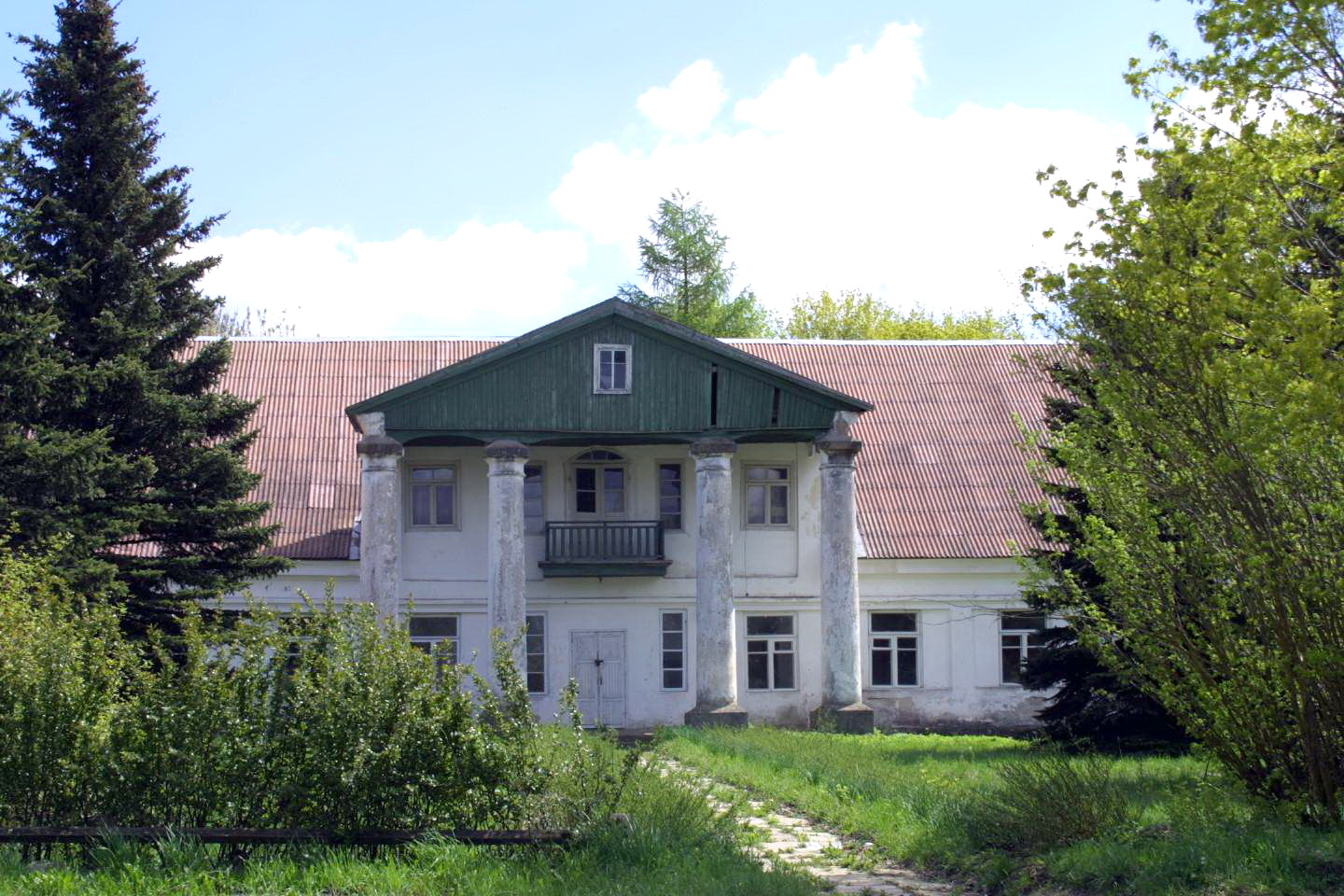
Klasycystyczny dwór w Hornostaiszkach koło Ejszyszek (pocz. XIX w.)
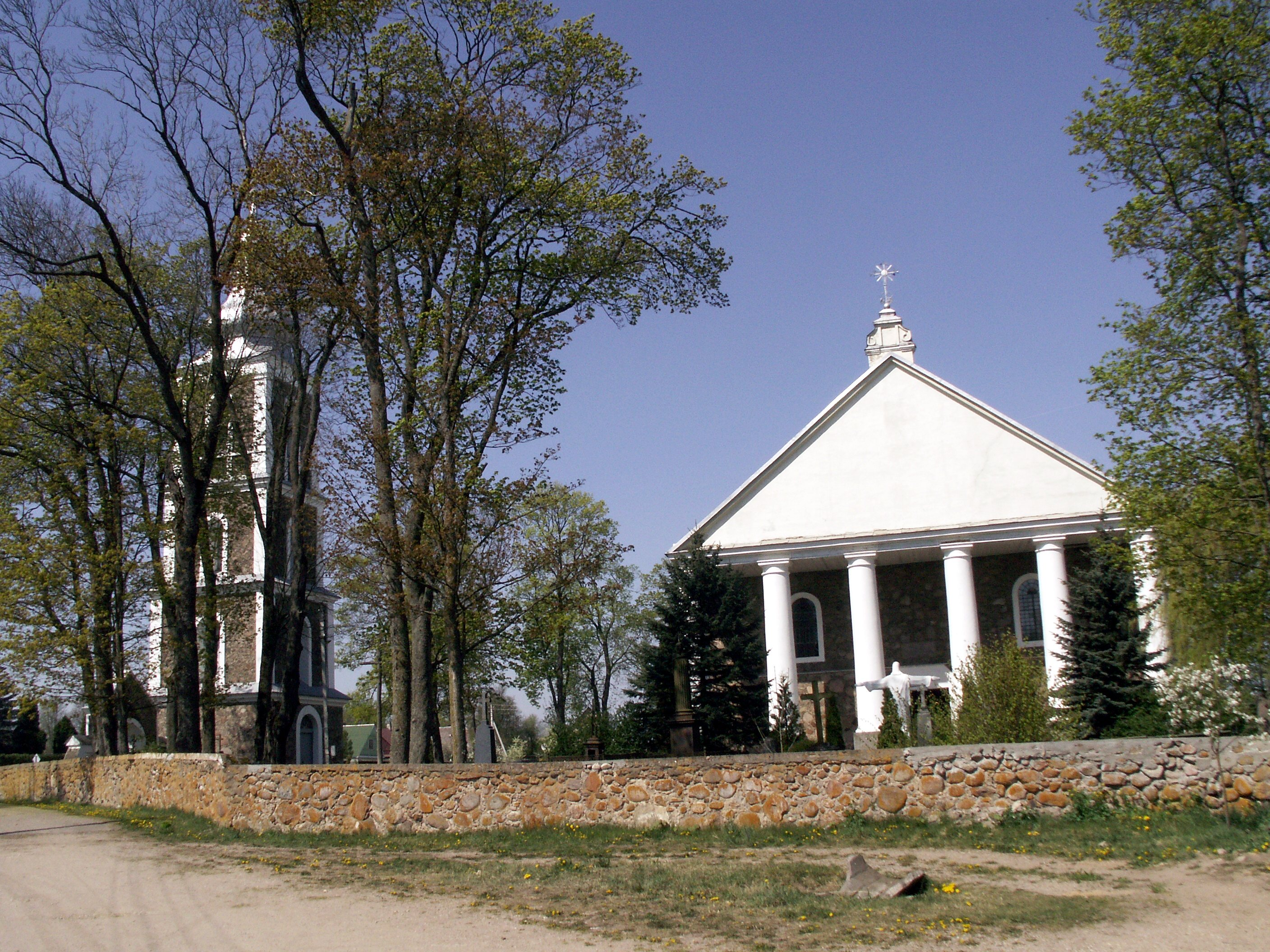
Kościół Wniebowstąpienia Pańskiego